# Мейфлауэр
«Мейфлауэр» (англ. Mayflower, дословно переводится как «майский цветок», так называют в Англии боярышник однопестичный) — английское торговое судно, тип которого определяют как флейт, или торговый галеон, на котором англичане в 1620 году пересекли Атлантический океан и основали Плимутскую колонию, одно из первых британских поселений в Северной Америке.

## История
В начале XVII века в нидерландском Лейдене проживала небольшая группа английских протестантов-диссентеров, которые были недовольны Англиканской церковью. Они не стали бороться за реформу церкви, как пуритане, а примкнули к сепаратистам и в 1608 году переселились в более веротерпимую Голландию. В Англии они находились вне закона. В Голландии им приходилось трудиться на тяжёлых работах, а кроме того, время от времени здесь вспыхивали религиозные споры. Когда английский король Яков I заключил союз с Нидерландами против Испании, сепаратисты решили покинуть страну и скрыться в Новом Свете.
Это было отчаянное и рискованное решение, поскольку почти все предыдущие попытки колонизации не удались. Джеймстаун, основанный в 1607 году, почти вымер в первый же год; из 500 первых поселенцев зимой умерли от голода 440 человек. Но, несмотря на все эти соображения, сепаратисты были уверены, что Бог поможет им в их замыслах.

### Плавание в Новую Англию

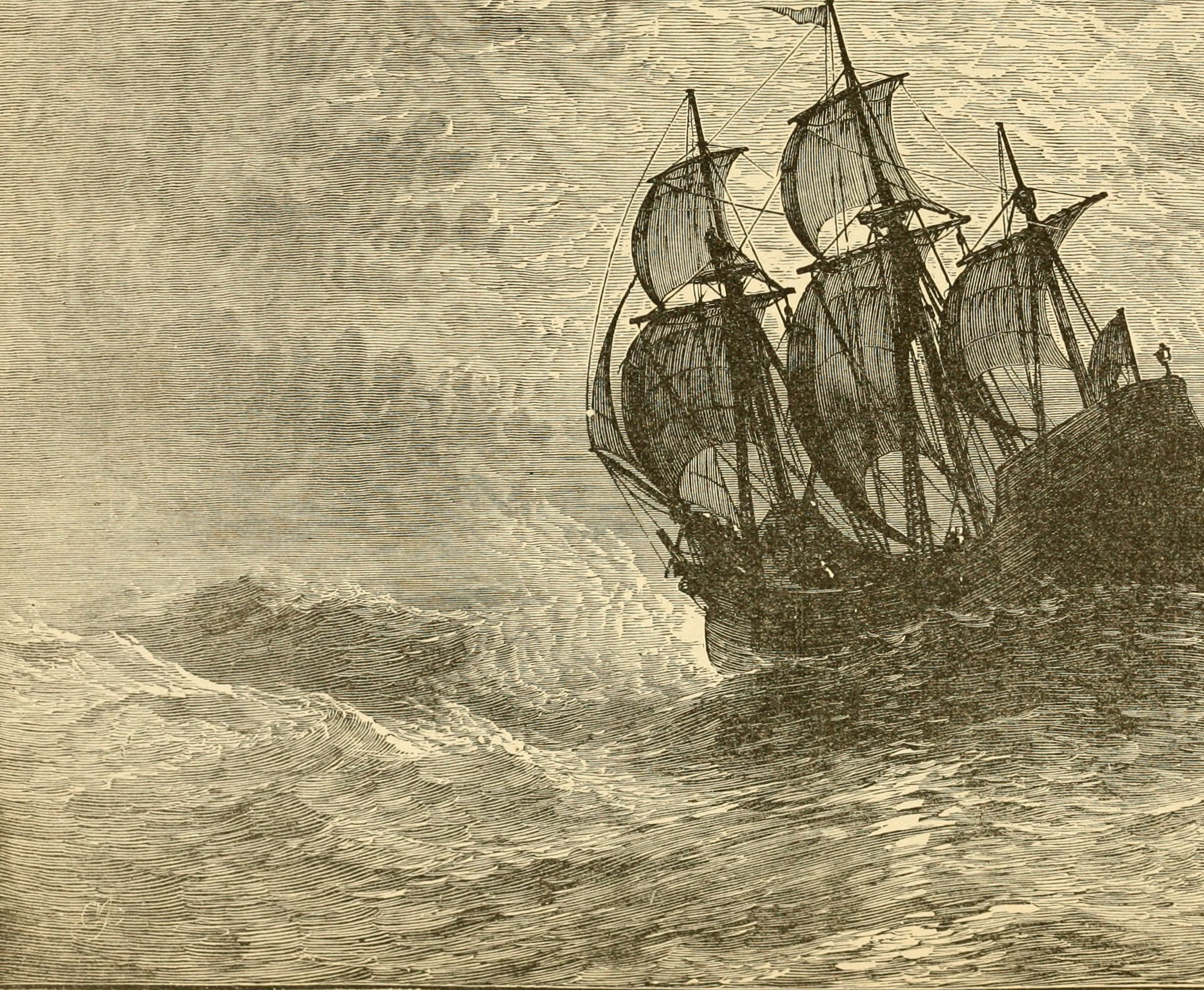
«Мейфлауэр» в море (рисунок из книги, около 1893)

Утром 16 сентября 1620 года корабль, возглавляемый капитаном Кристофером Джонсом, вышел из английского порта Плимут и направился к берегам Новой Англии в Северной Америке. На его борту находились 102 переселенца: 74 мужского, 28 женского пола. Считается, что на «Мэйфлауэре» был 31 ребенок. Один ребёнок родился во время плавания, ещё один родился на корабле 20 ноября, до прибытия в Новую Англию. Экипаж корабля составлял 25—30 человек. Сами себя диссентеры называли «пилигримами». Из 102 пассажиров корабля диссентерами из Лейдена были лишь 37 человек.
Размеры «Мейфлауэра», водоизмещением всего 180 тонн, не позволяли пассажирам разместиться с удобствами. 21 ноября 1620 года, обогнув мыс Код, судно встало на якорь у берегов Новой Англии. Выяснилось, что берег, к которому прибыл «Мейфлауэр», находится на сотни миль севернее устья Гудзона, куда он должен был прибыть, за пределами владений Лондонской компании, где им было позволено поселиться. На корабле лидерами пилигримов Уильямом Брюстером и Уильямом Брэдфордом было подписано Мейфлауэрское соглашение, ставшее руководством для новооснованной Плимутской колонии. В тот же день поселенцы выбрали губернатором колонии Джона Карвера, дьякона общины. Отряд колонистов на лодке обследовал окрестности в поисках подходящего места для поселения. Такое место, где протекал ручей с питьевой водой, нашли в бухте севернее мыса Код, и 26 декабря «Мейфлауэр» доставил туда всех пассажиров. Именно там и была основана Плимутская колония и расположена так называемая Плимутская скала (ныне — национальный памятник).

### Дальнейшая судьба
После этого «Мейфлауэр» использовался как торговый корабль в рейсах между Англией, Францией, Испанией и Норвегией. C 1609 по 1622 годы капитаном был Кристофер Джонс. Судьба судна после его смерти в 1623 году туманна. Английский историк Чарльз Бэнкс полагает, что Мейфлауэр был разобран на древесину.

## Мейфлауэр II

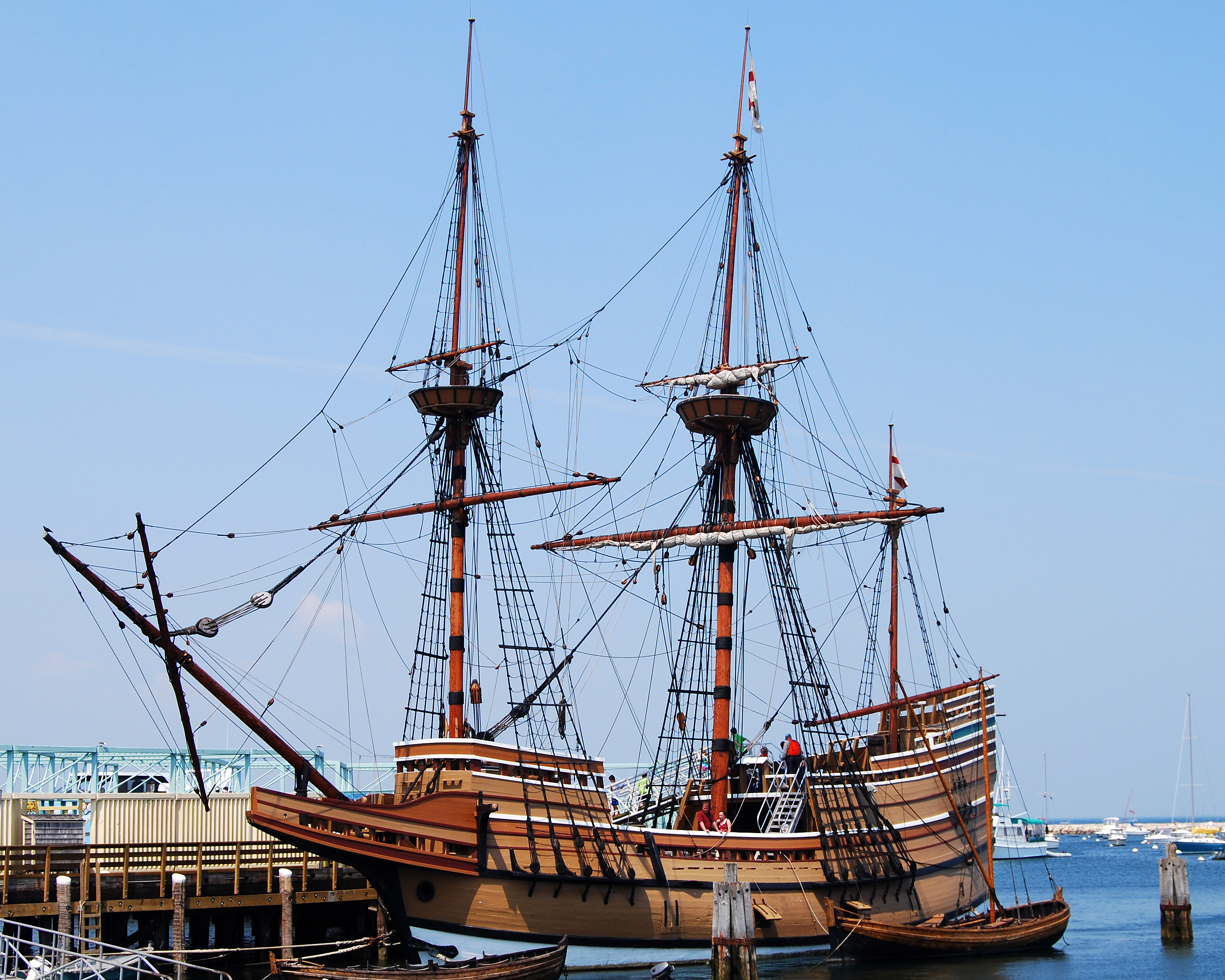
«Мейфлауэр II»

Полноразмерная копия корабля Мейфлауэр, созданная в рамках проекта Plymoth Plantation, известная под названием Mayflower II, с 1957 года пришвартована в Плимутской бухте, как музейный экспонат. Ежегодно «Мейфлауэр II» посещают десятки тысяч туристов

## Мейфлауэр III
В 2020 году, в честь 400-летия путешествия галеона «Мейфлауэр», Атлантику пересечет ещё одно судно, которое также будет носить название Mayflower. Однако, судно Mayflower Autonomous Ship (MAS) является судном-роботом, которое будет передвигаться полностью в автоматическом режиме, используя только энергию Солнца и ветра, и будет выполнять по пути множество научно-исследовательских работ.
5 июня 2022 года судно достигло Галифакса.

## В кино
- «Святые и чужаки» — реж. Пол А. Эдвардс (США, 2015).
- «Ирландец». — режиссёр М. Скорсезе. Упоминается итальянский мейфлауэр.